# Порт (район Турку)
Порт (район Турку) (фин. Turun satama (kaupunginosa), швед. Hamnen (stadsdel)) — один из районов города Турку, входящий в Центральный территориальный округ.

## Географическое положение
Район расположен западнее центральной части города, в устье реки Ауры, выходя к Архипелаговому морю. На территории района расположена древнейшая в стране крепость Турку и международный морской пассажирский и грузовой терминалы — Порт Турку.

## Население
В 2007 году население района составляло 37 человек.